# Tandsawer
Tandsawer (armenisch Տանձավեր) ist ein Dorf und eine Landgemeinde (hamaynkner) mit etwa 200 Einwohnern in der südarmenischen Provinz Sjunik. In der Ortsmitte steht eine armenisch-apostolische Kirche von 1705.

## Lage

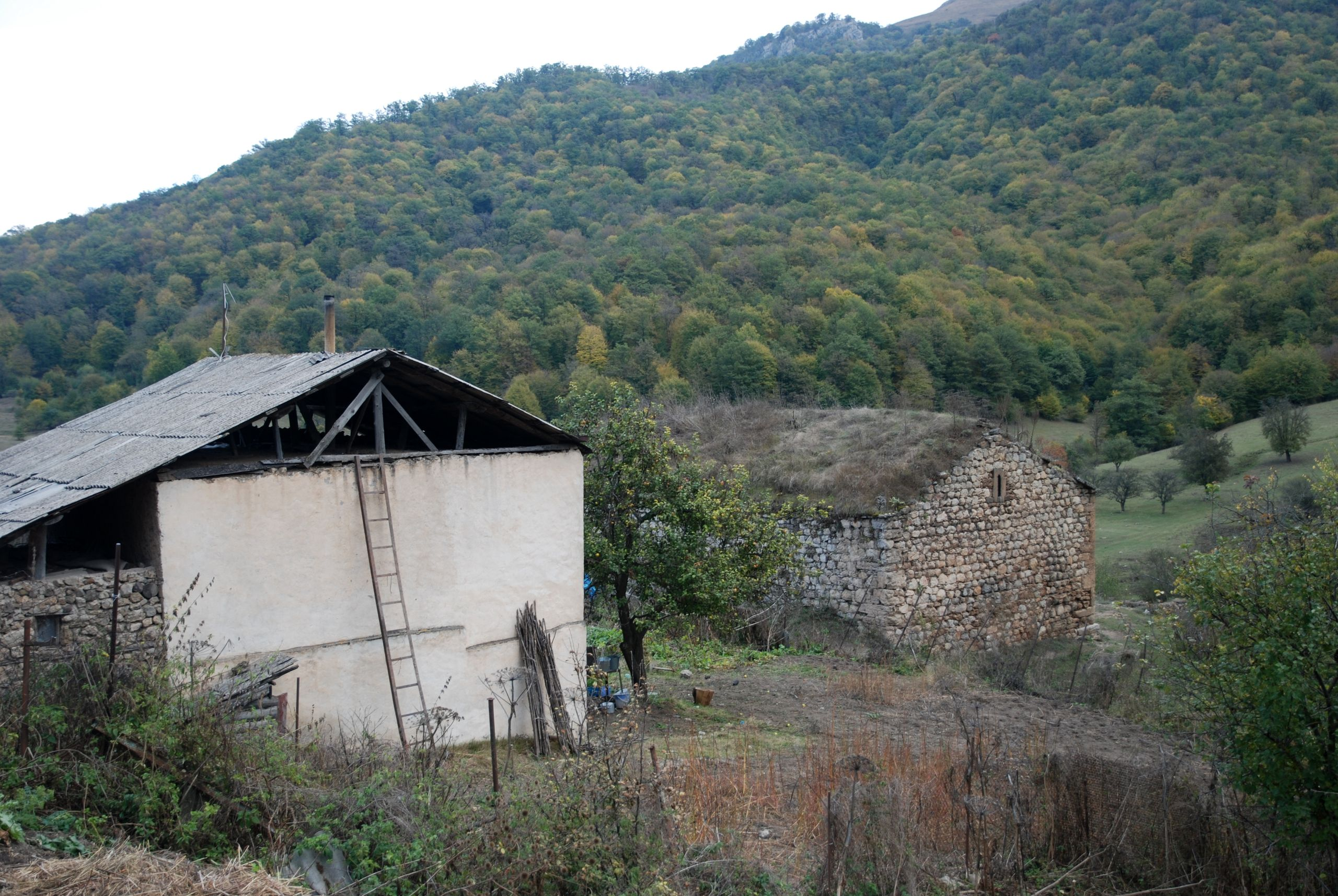
Ortsmitte mit der Surb Hripsime-Kirche unterhalb der Durchgangsstraße von Nordwesten.

Tandsawer liegt auf rund 1600 Metern Höhe in einem dicht bewaldeten Tal an der Straße H46, die vom Kloster Tatew in südöstlicher Richtung nach Kapan führt. Vor dem Ende des Krieges um Bergkarabach 2020 diente die kaum befahrene „Alte-Tatew-Straße“ überwiegend als Verbindung zwischen den Dörfern im Tal, während der nord-südliche Fernverkehr die M2 zwischen Goris und Kapan befuhr. Ab 2021 wurde die Straße ausgebaut und ersetzt nun die M2 als Hauptverkehrsachse. Von Tatew überwindet die Straße einen Bergrücken mit einer Passhöhe von 1970 Metern bis zum ersten Dorf Aghwani und erreicht drei Kilometer weiter Tandsawer. Der nächste Ort im Süden heißt Werin Chotanan.

## Ortsbild
Bei der Volkszählung des Jahres 2001 wurde die offizielle Einwohnerzahl mit 263 angegeben. Im Januar 2009 lebten nach der amtlichen Statistik in Tandsawer 214 Einwohner.
Die durchweg einfach gebauten Bauernhäuser sind von Gemüsegärten und Apfelbäumen umgeben. Zwischen ihnen liegen Heuschober und Rinderställe. Die Siedlung erstreckt sich entlang der Straße am Talhang unterhalb bewaldeter Hügelkuppen und oberhalb der als Weideland genutzten Talsenke. 

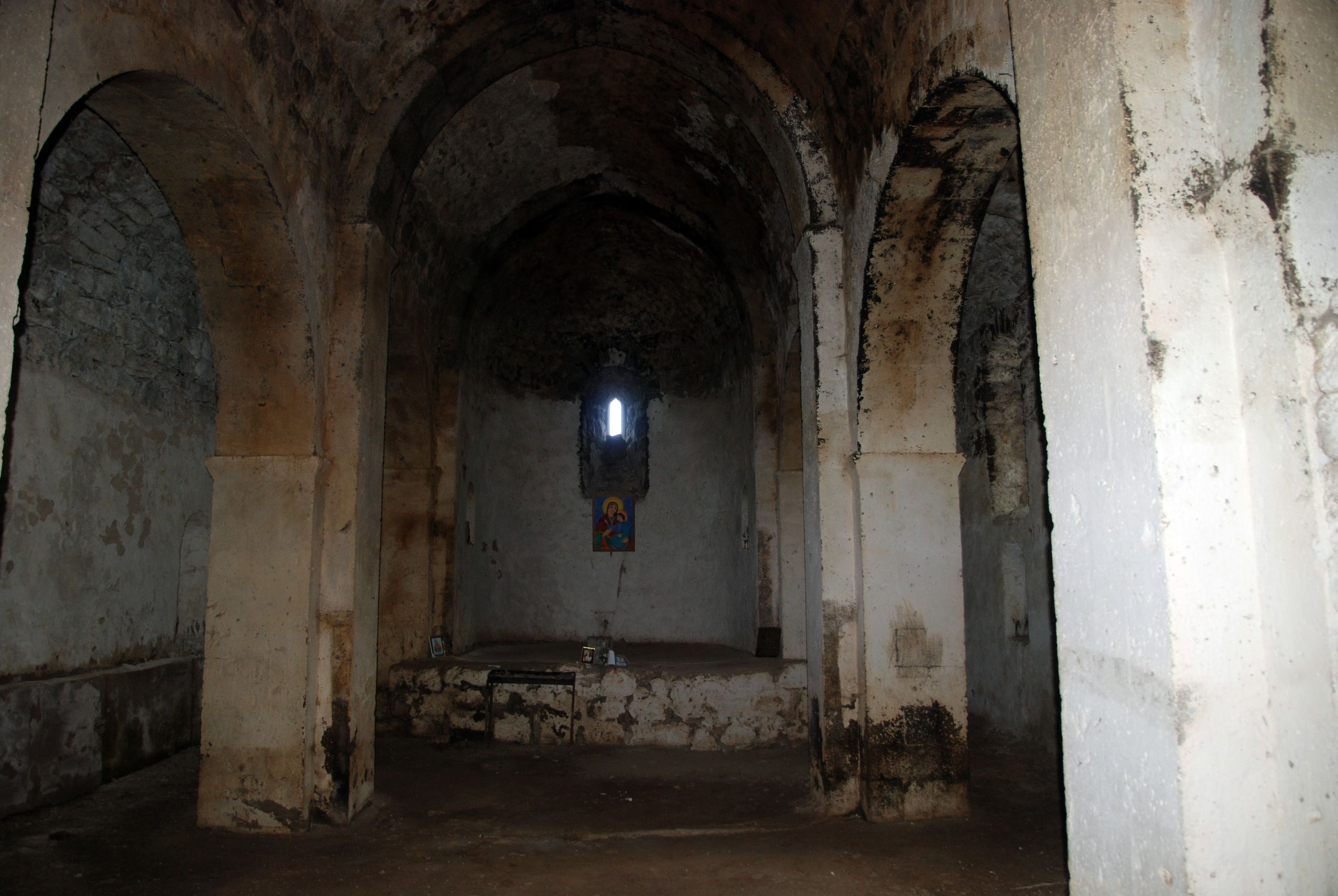
Kirchenschiff und Apsis

Direkt an der Straße blieb die 1705 datierte Surb Hripsime-Kirche („Heilige Hripsime“) erhalten. Bei der dreischiffigen Basilika gliedern zwei massive Pfeiler in jeder Reihe, die untereinander durch Rundbögen verbunden sind, den Raum in ein breites hohes Mittelschiff und zwei schmälere, niedrigere Seitenschiffe. Sie werden von einem einzigen Satteldach überdeckt, dessen Steinplatten mit Gras überwachsen sind. Dieser Bautyp ist charakteristisch für die ab dem 17. Jahrhundert in Südarmenien errichteten ländlichen Kirchen. Besonders im Gebiet Sangesur wurden im frühchristlichen Stil archaisch wirkende Pfeilerbasiliken gebaut. Zum langgezogenen Typus mit zwei Pfeilerpaaren gehören außerdem unter anderem in der Provinz Sjunik die Kirche in Alt-Chndsoresk (1665), die Klöster Haranc Anapat (1613 gegründet und 1658 durch ein Erdbeben zerstört), Mec Anapat („Große Einsiedelei“, daraufhin 1662 neu gegründet), und in der Provinz Wajoz Dsor die Muttergotteskirche von Jeghegis (1703 datiert) sowie die Klosterkirche von Schatiwank (um 1655).
Die Außenwände bestehen aus grob behauenen Basalt- und Tuffsteinen, die in horizontalen Lagen vermauert sind. Ein Bauschmuck ist nicht vorhanden. Der einzige Eingang in der Mitte der Südwand wird von einem Spitzbogen eingefasst. Die Innenwände sind verputzt. Neben der halbrunden, durch ein Bema (Podest) erhöhten Altarapsis befinden sich schmale rechteckige Nebenräume. Halbhohe Trennwände in den Bogenfeldern zwischen den rückwärtigen Pfeilern und dem Westgiebel zeigen, dass der Kirchenraum in jüngster Zeit als Viehstall oder Lager genutzt wurde. Eine ähnliche, schlechter erhaltene Kirche mit dem Eingang im Westen steht im Nachbardorf Verin Khotanan. 